# Eleição municipal de São Gonçalo do Amarante (Rio Grande do Norte) em 2024
A eleição municipal da cidade de São Gonçalo do Amarante em 2024 foi realizada no dia 6 de outubro (primeiro turno) e elegeu um prefeito, um vice-prefeito e 17 vereadores para a administração da cidade, que se iniciou em 1° de janeiro de 2025 e terminará em 31 de dezembro de 2028. Por contar com menos de 200 mil eleitores, São Gonçalo do Amarante não conta com a possibilidade de ter segundo turno. Portanto, o resultado foi decidido ainda em primeiro turno.

## Contexto

### Eleições anteriores
O prefeito titular é Eraldo Paiva, do Partido dos Trabalhadores (PT), que assumiu a prefeitura em 9 de maio de 2022, após a morte do prefeito Paulo Emídio de Medeiros, conhecido como Paulinho, que foi vencedor das eleições municipais em 2016 e das eleições municipais em 2020. Antes de assumir como prefeito, Eraldo Paiva era vice-prefeito. Portanto, por estar em seu primeiro mandato como prefeito titular, ele poderá disputar a reeleição. 

### Eleitorado
Em setembro de 2024, São Gonçalo do Amarante contava com cerca de 76.449 pessoas aptas a votar, cerca de 66% da população em relação à população total do município (115.838), segundo o Censo demográfico do Brasil de 2022. A cidade possui apenas uma zona eleitoral (51ª). Os eleitores tiveram até o dia 8 de maio para fazer a 1ª via ou a regularização do título junto ao cadastro biométrico.

## Calendário eleitoral
| Início        | Fim           | Atividades | Status    |
| ------------- | ------------- | --- | --------- |
| 7 de março    | 5 de abril    | Janela partidária para vereadores trocarem de partido visando concorrer às eleições sem perder o mandato. | Realizado |
| 6 de abril    | 6 de abril    | Data-limite para todas as legendas e federações partidárias obterem o registro dos estatutos no TSE e para todos os candidatos terem domicílio eleitoral na circunscrição em que desejam disputar as eleições com a filiação deferida pelo partido. | Realizado |
| 15 de maio    | 15 de maio    | Início da campanha de arrecadação prévia de recursos na modalidade de financiamento coletivo para pré-candidatos, sem realização de pedidos de voto e obedecendo a regras relativas à propaganda eleitoral na Internet.                             | Realizado |
| 20 de julho   | 5 de agosto   | Realização de convenções partidárias para deliberar sobre coligações e escolher candidatos às prefeituras e aos cargos de vereador. Os partidos têm até 15 de agosto para registrar os nomes na Justiça Eleitoral.                                  | Realizado |
| 16 de agosto  | 16 de agosto  | Início das campanhas eleitorais de forma igualitária, podendo qualquer publicidade ou manifestação com pedido explícito de voto antes da data ser considerada irregular e multada.                                                                  | Realizado |
| 30 de agosto  | 3 de outubro  | Veiculação da propaganda eleitoral gratuita no rádio e na televisão. | Realizado |
| 6 de outubro  | 6 de outubro  | Realização do primeiro turno das eleições municipais. | Realizado |
| 11 de outubro | 25 de outubro | Veiculação da propaganda eleitoral gratuita no rádio e na televisão para o segundo turno. | Realizado |
| 27 de outubro | 27 de outubro | Realização de um eventual segundo turno nas cidades com mais de 200 mil eleitores em que o candidato a prefeito mais votado não tenha atingido a metade mais um dos votos válidos.                                                                  | Realizado |

## Candidatos à prefeitura

### Quadro de candidaturas
| Nº | Prefeito(a)  | Prefeito(a)  | Prefeito(a)       | Vice-prefeito(a) | Vice-prefeito(a) | Vice-prefeito(a)      | Vice-prefeito(a)  | Coligação Partido(s)                                                      | Ref.                 |
| Nº | Candidato(a) | Candidato(a) | Partido Federação | Candidato(a)     | Candidato(a)     | Candidato(a)          | Partido Federação | Coligação Partido(s)                                                      | Ref.                 |
| -- | ------------ | ------------ | ----------------- | ---------------- | ---------------- | --------------------- | ----------------- | ------------------------------------------------------------------------- | -------------------- |
| 13 |              | Eraldo       | PT                |                  |                  | Poti                  | MDB               | São Gonçalo da Gente - FE Brasil (PT, PCdoB e PV) - MDB - Republicanos    | [ 10 ] [ 11 ] [ 12 ] |
| 55 |              | Jaime Calado | PSD               |                  |                  | Flávio Henrique       | Solidariedade     | São Gonçalo Melhor e Mais Feliz - PSD - Solidariedade - PL - PODE - UNIÃO | [ 13 ] [ 14 ]        |
| 70 |              | Gabi Trajano | Avante            |                  |                  | Daniel de Maçaranduba | NOVO              | Um Novo Avante para São Gonçalo do Amarante - Avante - NOVO               | [ 15 ] [ 16 ]        |

### Desistência
- Geraldo Veríssimo (PP) – Desistiu de sua candidatura em 8 de agosto.[17][18]

## Debates
De acordo com as regras eleitorais, as emissoras só poderão convocar para o debate os candidatos que obtiverem a concordância de pelo menos dois terços de candidatas e candidatos, no caso de eleição majoritária (cargo de prefeito), e de pelo menos dois terços dos partidos ou das federações com candidatas e candidatos, no caso de eleição proporcional (cargo de vereador). Caso não seja possível um acordo, as emissoras de rádio e televisão podem apresentar debates em conjunto para o cargo de prefeito, estando presentes todas as candidatas e todos os candidatos, ou em grupos, com a presença de, no mínimo, três pessoas.
| Data                 | Organizador(es) | Mediação         | Candidatos(as)    | Candidatos(as)        | Candidatos(as)     | Ref.          |
| Data                 | Organizador(es) | Mediação         | Eraldo Paiva (PT) | Gabi Trajano (Avante) | Jaime Calado (PSD) | Ref.          |
| -------------------- | --------------- | ---------------- | ----------------- | --------------------- | ------------------ | ------------- |
| 21 de agosto de 2024 | Band RN         | Anna Ruth Dantas | Presente          | Presente              | Ausente            | [ 20 ] [ 21 ] |

## Pesquisas eleitorais
As pesquisas buscam analisar como seria o resultado da eleição se ela ocorresse no dia em que os dados dos entrevistados foram coletados, não tendo como objetivo pela porcentagem de confiança, prever o resultado final da eleição. É possível ver, na tabela abaixo, pesquisas estimuladas realizadas por diferentes institutos de pesquisa.

### Intenção de voto
| Fonte Registro no TSE                     | Data(s) conduzida(s) | Amostragem  | Calado PSD                                                  | Paiva PT                                                    | Trajano Avante                                              | Brancos / Nulos                                             | Não sabe                                                    | Vantagem                                                    | Margem de erro                                              |
| ----------------------------------------- | -------------------- | ----------- | ----------------------------------------------------------- | ----------------------------------------------------------- | ----------------------------------------------------------- | ----------------------------------------------------------- | ----------------------------------------------------------- | ----------------------------------------------------------- | ----------------------------------------------------------- |
| Fonte Registro no TSE                     | Data(s) conduzida(s) | Amostragem  |                                                             |                                                             |                                                             | Brancos / Nulos                                             | Não sabe                                                    | Vantagem                                                    | Margem de erro                                              |
| Qualittá Pesquisas RN-07795/2024          | 23/Ago/2024          | 500         | 29,6%                                                       | 36,8%                                                       | 3,2%                                                        | 12,8%                                                       | 17,6%                                                       | 7,2%                                                        | ±4,37%                                                      |
| Seta RN-05633/2024                        | 17-18/Ago/2024       | 500         | 54,6%                                                       | 25,2%                                                       | 1%                                                          | 6,2%                                                        | 13%                                                         | 29,4%                                                       | ±4,5%                                                       |
| 15/Ago/2024                               | 15/Ago/2024          | 15/Ago/2024 | Último dia para registrar candidatura na Justiça Eleitoral. | Último dia para registrar candidatura na Justiça Eleitoral. | Último dia para registrar candidatura na Justiça Eleitoral. | Último dia para registrar candidatura na Justiça Eleitoral. | Último dia para registrar candidatura na Justiça Eleitoral. | Último dia para registrar candidatura na Justiça Eleitoral. | Último dia para registrar candidatura na Justiça Eleitoral. |
| 8/Ago/2024                                | 8/Ago/2024           | 8/Ago/2024  | Geraldo Veríssimo (PP) desiste da candidatura.              | Geraldo Veríssimo (PP) desiste da candidatura.              | Geraldo Veríssimo (PP) desiste da candidatura.              | Geraldo Veríssimo (PP) desiste da candidatura.              | Geraldo Veríssimo (PP) desiste da candidatura.              | Geraldo Veríssimo (PP) desiste da candidatura.              | Geraldo Veríssimo (PP) desiste da candidatura.              |
| Fonte Registro no TSE                     | Data(s) conduzida(s) | Amostragem  | Calado PSD                                                  | Paiva PT                                                    | Veríssimo PP                                                | Brancos / Nulos                                             | Não sabe                                                    | Vantagem                                                    | Margem de erro                                              |
| Fonte Registro no TSE                     | Data(s) conduzida(s) | Amostragem  |                                                             |                                                             |                                                             | Brancos / Nulos                                             | Não sabe                                                    | Vantagem                                                    | Margem de erro                                              |
| Ranking Brasil Inteligência RN-01607/2024 | 30-31/Jul/2024       | 500         | 40%                                                         | 41%                                                         | 2%                                                          | 2%                                                          | 15%                                                         | 1%                                                          | ±4,3%                                                       |
| Qualittá Pesquisas RN-03510/2024          | 11-12/Jul/2024       | 600         | 38,2%                                                       | 40,7%                                                       | 4,8%                                                        | 10,3%                                                       | 6,0%                                                        | 2,5%                                                        | ±3,99%                                                      |
| Seta RN-07147/2024                        | 6-7/Jul/2024         | 500         | 53,2%                                                       | 20,2%                                                       | 5,8%                                                        | 7,8%                                                        | 13%                                                         | 33%                                                         | ±4%                                                         |
| Agorasei RN-06366/2024                    | 8-10/Jun/2024        | 500         | 50%                                                         | 22,2%                                                       | 4,8%                                                        | 9,6%                                                        | 13,4%                                                       | 27,8%                                                       | ±4,4%                                                       |
| Seta RN-02988/2024                        | 16-17/Mar/2024       | 500         | 54,29%                                                      | 17,37%                                                      | 5,98%                                                       | 9,59%                                                       | 12,8%                                                       | 36,92%                                                      | ±4%                                                         |
| Agorasei RN-02168/2024                    | 13-14/Abr/2024       | 500         | 48,4%                                                       | 21,4%                                                       | 4,2%                                                        | 7%                                                          | 19%                                                         | 27%                                                         | ±4,4%                                                       |
| Item RN-04001/2024                        | 7-8/Mar/2024         | 500         | 40,6%                                                       | 36,4%                                                       | 7,6%                                                        | 15,4%                                                       | 15,4%                                                       | 4,2%                                                        | ±4,3%                                                       |
| Seta RN-08683/2024                        | 3-4/Fev/2024         | 500         | 46%                                                         | 21,2%                                                       | 6,4%                                                        | 12,6%                                                       | 13,8%                                                       | 24,8%                                                       | ±4%                                                         |

## Resultados

### Prefeito
Fonte: TSE
| Candidato(a)            | Vice                            | 1º turno 6 de outubro de 2024 | 1º turno 6 de outubro de 2024 |
| Candidato(a)            | Vice                            | Votação                       | Votação                       |
| Candidato(a)            | Vice                            | Total                         | %                             |
| ----------------------- | ------------------------------- | ----------------------------- | ----------------------------- |
| Jaime Calado (PSD)      | Flávio Henrique (Solidariedade) | 31.917                        | 53,14%                        |
| Eraldo (PT)             | Poti Neto (MDB)                 | 23.205                        | 38,64%                        |
| Gabi Trajano (Avante)   | Daniel de Maçaranduba (NOVO)    | 4.939                         | 8,22%                         |
| Total de votos válidos  | Total de votos válidos          | 60.061                        | 100%                          |
| → Votos válidos         | → Votos válidos                 | 60.061                        | 92,90%                        |
| → Votos brancos         | → Votos brancos                 | 1.546                         | 2,39%                         |
| → Votos nulos           | → Votos nulos                   | 3.044                         | 4,71%                         |
| Total de votos          | Total de votos                  | 64.651                        | 100%                          |
| → Total de votos        | → Total de votos                | 64.651                        | 84,52%                        |
| → Abstenções            | → Abstenções                    | 11.845                        | 15,48%                        |
| Eleitores aptos a votar | Eleitores aptos a votar         | 76.496                        | 100%                          |

### Vereadores

#### Por partido ou federação
Fonte: TSE
O ícone  indica quais foram reeleitos.
| Partido/Federação                                                | Votação           | Votação           | Votação  |
| Partido/Federação                                                | Total             | %                 | Assentos |
| ---------------------------------------------------------------- | ----------------- | ----------------- | -------- |
| Federação Brasil da Esperança (PT/PCdoB/PV)                      | 8.742             | 14,15%            | 3 / 17   |
| Rayure Protásio (PCdoB) Nazareno Tavares (PT) Márcia Soares (PT) | 1.913 1.674 1.511 | 3,10% 2,71% 2,45% | —        |
| UNIÃO                                                            | 8.734             | 14,14%            | 2 / 17   |
| Thiago Soares Delma Silva                                        | 1.654 1.354       | 2,68% 2,19%       | —        |
| Republicanos                                                     | 8.454             | 13,69%            | 2 / 17   |
| Elaine Dantas Dr. Mendes                                         | 1.612 1.378       | 2,61% 2,23%       | —        |
| MDB                                                              | 7.342             | 11,89%            | 2 / 17   |
| Clóvis Júnior Aninha Siqueira                                    | 1.930 1.655       | 3,13% 2,68%       | —        |
| PL                                                               | 6.665             | 10,79%            | 2 / 17   |
| Valda Siqueira Kallynne Mota                                     | 1.724 1.411       | 2,79% 2,28%       | —        |
| PSDB                                                             | 6.528             | 10,57%            | 2 / 17   |
| Léo Medeiros Úlisses Costa                                       | 934 910           | 1,51% 1,47%       | —        |
| PODE                                                             | 6.167             | 9,99%             | 2 / 17   |
| Anderson Morcego Sargento Jerson                                 | 955 889           | 1,55% 1,44%       | —        |
| PSD                                                              | 5.844             | 9,46%             | 2 / 17   |
| Nino Arcanjo Nonato Queiroz                                      | 1.584 1.257       | 2,57% 2,04%       | —        |
| PP                                                               | 1.990             | 3,22%             | 0 / 17   |
| REDE                                                             | 585               | 0,95%             | 0 / 17   |
| Avante                                                           | 555               | 0,90%             | 0 / 17   |
| Solidariedade                                                    | 69                | 0,11%             | 0 / 17   |
| PRTB                                                             | 41                | 0,07%             | 0 / 17   |
| Total de votos válidos                                           | 61.753            | 100%              | —        |
| → Votos válidos                                                  | 61.753            | 95,52%            | —        |
| → Votos brancos                                                  | 1.224             | 1,89%             | —        |
| → Votos nulos                                                    | 1.674             | 2,59%             | —        |
| Total de votos                                                   | 64.651            | 100%              | —        |
| → Total de votos                                                 | 64.651            | 84,52%            | —        |
| → Abstenções                                                     | 11.845            | 15,48%            | —        |
| Eleitores aptos a votar                                          | 76.496            | 100%              | —        |